# 高應芳
高應芳（？—？），字惟實，號谷南，江西撫州府金谿縣人，民籍，明朝政治人物。

## 生平
江西鄉試第三名舉人。嘉靖三十二年（1553年）中式癸丑科三甲第二百一十五名進士。大理寺观政，授行人，三十六年八月选授湖广道試御史，十月實授，巡視京通二倉，條陳漕政五事。出按廣西，再按山東。升太仆寺少卿。隆慶三年正月考察，降一级。神宗初，起知武岡州，不赴，移家郡城，與羅汝芳、舒化結社於龍山羊角，講求性命之學，優遊三十餘年而卒。

## 家族
曾祖高大宏；祖父高廷裕；父高月盛，母黃氏。兄應梅、弟應葵（生员）、應蘭、應芬。